# Фриззлбург (Пенсільванія)
Фриззлбург (англ. Frizzleburg) — переписна місцевість (CDP) в США, в окрузі Лоуренс штату Пенсільванія. Населення — 442 особи (2020).

## Географія
Фриззлбург розташований за координатами 41°4′26″ пн. ш. 80°26′20″ зх. д. / 41.07389° пн. ш. 80.43889° зх. д. (41.074025, -80.438923).  За даними Бюро перепису населення США в 2010 році переписна місцевість мала площу 7,29 км², з яких 7,26 км² — суходіл та 0,03 км² — водойми.

## Демографія
Згідно з переписом 2010 року, у переписній місцевості мешкали 602 особи в 248 домогосподарствах у складі 175 родин. Густота населення становила 83 особи/км².  Було 267 помешкань (37/км²).
Расовий склад населення:
| - 96,5 % — білих - 1,0 % — чорних або афроамериканців |

До двох чи більше рас належало 2,3 %. Частка іспаномовних становила 0,8 % від усіх жителів.
За віковим діапазоном населення розподілялося таким чином: 22,8 % — особи молодші 18 років, 65,1 % — особи у віці 18—64 років, 12,1 % — особи у віці 65 років та старші. Медіана віку мешканця становила 41,1 року. На 100 осіб жіночої статі у переписній місцевості припадало 91,7 чоловіків;  на 100 жінок у віці від 18 років та старших — 89,8 чоловіків також старших 18 років.
Середній дохід на одне домашнє господарство  становив 35 698 доларів США (медіана — 31 797), а середній дохід на одну сім'ю — 48 266 доларів (медіана — 46 406). За межею бідності перебувало 29,5 % осіб, у тому числі 27,8 % дітей у віці до 18 років та 15,4 % осіб у віці 65 років та старших.
Цивільне працевлаштоване населення становило 308 осіб. Основні галузі зайнятості: освіта, охорона здоров'я та соціальна допомога — 26,0 %, роздрібна торгівля — 14,3 %, виробництво — 13,3 %.